# Rio Antuã
Der Rio Antuã oder auch Antuão ist ein Fluss in Portugal. Die Quelle liegt in Seixeira, einem Ort in der Gemeinde (Freguesia) Escariz, Arouca, Distrikt Aveiro. Der Fluss hat eine Länge von 38 km und mündet westlich von Estarreja in den Esteiro da Canela, einen Arm der Ria de Aveiro.